# مدرسة الشرطة بالقبة
مدرسة الشرطة بالقبة هي أحد مراكز تكوين الشرطة الجزائرية، تم إنشائها لتلبية الحاجيات التكوينية للشرطة الجزائرية وذلك بالقبة بالجزائر العاصمة.